# Francisco de Alarcón y Covarrubias
No se debe confundir con su contemporáneo Francisco Antonio de Alarcón, consejero de Castilla y de Hacienda.
Francisco de Alarcón y Covarrubias (Valladolid, 29 de marzo de 1589-Córdoba, 18 de mayo de 1675). fue un eclesiástico español,  maestrescuela y canónigo de la catedral de Cuenca gracias a su tío Sebastián de Covarrubias, inquisidor de Barcelona y de Valencia, y obispo sucesivamente de Ciudad Rodrigo, de Salamanca, de Pamplona y de Córdoba.
| Predecesor: Juan de la Torre Ayala        | Obispo de Ciudad Rodrigo 1639-1645 | Sucesor: Juan Pérez Delgado            |
| Predecesor: Juan Ortiz de Zárate          | Obispo de Salamanca 1646 – 1648    | Sucesor: Pedro Carrillo y Acuña        |
| Predecesor: Juan Queipo de Llano y Flórez | Obispo de Pamplona 1648-1657       | Sucesor: Diego de Tejada y la Guardia  |
| Predecesor: Antonio Valdés Herrera        | Obispo de Córdoba 1657-1675        | Sucesor: Alfonso de Salizanes y Medina |